# Giresun (Provinz)
Giresun ist eine Provinz (İl) der Türkei. Sie liegt im Nordosten der Türkei am Schwarzen Meer. Sie hat Grenzen zu folgenden Provinzen: Trabzon im Osten, Gümüşhane im Südosten, Erzincan im Süden, Sivas im Süden und Südwesten sowie Ordu im Westen. Das Schwarze Meer bildet die natürliche Grenze im Norden.
Typisch für die gesamte östliche Schwarzmeerküste der Türkei sind die Gebirgszüge und Berge des Pontus-Gebirges, die bis zur Küste des Schwarzen Meeres reichen. Für dieses imposante Landschaftsbild ist die Region, nicht nur in der Türkei, bekannt. Ebene Flächen in der Stadt Giresun findet man lediglich an den schmalen Küstenstreifen und zwischen den beiden Flussläufen und -mündungen des Batlama und Aksu Deresi. Etwa zwei Kilometer vor der Küste Giresuns befindet sich die kleine Insel Giresun Adası (Aretias). Nach der Griechischen Mythologie soll auf dieser Insel Herakles den Amazonen begegnet sein.

## Verwaltungsgliederung
Die Provinz Giresun besteht aus 16 Landkreisen:
| Kreis- code 1      | Landkreis (İlçe)   | Fläche 2 (km²) | Bevölkerung (2020) 3 | Bevölkerung (2020) 3       | Anzahl der Einheiten   | Anzahl der Einheiten  | Anzahl der Einheiten | Bevölke- rungs- dichte (Ew./km²) | städt. Anteil (in %) | Sex Ratio 4 | Grün- dungs- da- tum 5, 6 |
| Kreis- code 1      | Landkreis (İlçe)   | Fläche 2 (km²) | Landkreis (İlçe)     | Verwal- tungssitz (Merkez) | Gemein- den (Belediye) | Stadt- viertel (Mah.) | Dörfer (Köy)         | Bevölke- rungs- dichte (Ew./km²) | städt. Anteil (in %) | Sex Ratio 4 | Grün- dungs- da- tum 5, 6 |
| ------------------ | ------------------ | -------------- | -------------------- | -------------------------- | ---------------------- | --------------------- | -------------------- | -------------------------------- | -------------------- | ----------- | ------------------------- |
| 1133               | Alucra             | 1.138          | 9.405                | 4.755                      | 1                      | 6                     | 38                   | 8,3                              | 50,56                | 969         |                           |
| 1212               | Bulancak           | 721            | 68.557               | 47.366                     | 3                      | 27                    | 59                   | 95,1                             | 76,44                | 1001        | 1934                      |
| 1893               | Çamoluk            | 444            | 7.507                | 3.492                      | 1                      | 8                     | 27                   | 16,9                             | 46,52                | 918         | 1990                      |
| 1894               | Çanakçı            | 142            | 6.222                | 2.394                      | 1                      | 4                     | 15                   | 43,8                             | 38,48                | 990         | 1990                      |
| 1272               | Dereli             | 849            | 19.369               | 6.036                      | 2                      | 12                    | 34                   | 22,8                             | 43,15                | 961         | 1958                      |
| 1912               | Doğankent          | 110            | 6.751                | 4.544                      | 1                      | 5                     | 9                    | 61,4                             | 67,31                | 952         | 1990                      |
| 1320               | Espiye             | 248            | 36.512               | 25.925                     | 2                      | 13                    | 31                   | 147,2                            | 77,77                | 896         | 1957                      |
| 1324               | Eynesil            | 51             | 13.226               | 7.756                      | 2                      | 12                    | 11                   | 259,3                            | 75,16                | 1162        | 1960                      |
| 1352               | Giresun Merkez     | 376            | 140.231              | 120.186                    | 2                      | 33                    | 53                   | 373,0                            | 87,90                | 1035        |                           |
| 1361               | Görele             | 237            | 31.509               | 19.251                     | 2                      | 21                    | 62                   | 132,9                            | 67,90                | 1018        |                           |
| 1930               | Güce               | 351            | 8.492                | 4.473                      | 1                      | 4                     | 15                   | 24,2                             | 52,67                | 973         | 1990                      |
| 1465               | Keşap              | 197            | 19.372               | 9.400                      | 1                      | 6                     | 44                   | 98,3                             | 48,52                | 1023        | 1945                      |
| 1837               | Piraziz            | 127            | 14.221               | 8.443                      | 1                      | 9                     | 22                   | 112,0                            | 59,37                | 1031        | 1987                      |
| 1654               | Şebinkarahisar     | 1.396          | 19.715               | 11.021                     | 1                      | 15                    | 62                   | 14,1                             | 55,90                | 989         | 1933                      |
| 1678               | Tirebolu           | 259            | 32.055               | 19.750                     | 1                      | 8                     | 49                   | 123,8                            | 61,61                | 1023        |                           |
| 1854               | Yağlıdere          | 327            | 15.577               | 7.467                      | 2                      | 16                    | 21                   | 47,6                             | 62,30                | 1006        | 1987                      |
| Provinz 28 GIRESUN | Provinz 28 GIRESUN | 6.972          | 448.721              |                            | 24                     | 199                   | 552                  | 64,4                             | 71,71                | 1006        |                           |

## Gemeinden, Mahalle, Dörfer
Nachfolgende Einwohnerzahlen basieren auf der Bevölkerungsfortschreibung vom 31. Dezember 2020.

### Gemeinden
Neben den Kreisstädten existieren noch acht weitere Gemeinden (Belediye):
| - Duroğlu (zentr. Landkreis, 3.082) - Yavuzkemal (Kreis Dereli, 2.321) - Aydındere (Kreis Bulancak, 2.258) - Kovanlık (Kreis Bulancak, 2.782) | - Çavuşlu (Kreis Görele, 2.172) - Üçtepe (Kreis Yağlıdere, 2.238) - Soğukpınar (Kreis Espiye, 2.471) - Ören (Kreis Eynesil, 2.185 Einw.) |

### Mahalle
Die Provinzhauptstadt Giresun (28) und die zweitgrößte Stadt Bulancik (17) sowie Görele (14) haben die meisten Mahalle. Im Durchschnitt ist jeder Mahalle von 1.617 Einwohnern bewohnt, die meisten Menschen leben in diesen vier Mahalle:
| - Teyyaredüzü Mah. (Giresun Bel., 15.292) - Gedikkaya Mah. (Giresun Bel., 13.399) | - İhsaniye Mah. (Bulancak Bel., 12.439) - Çıtlakkale Mah. (Giresun Bel., 11.990 Einw.) |

Der kleinste Mahalle hat nur 93 Einwohner, das Ömerli Mah. (im Kreis Yağlıdere) war bis 2018 noch ein Dorf.

### Dörfer
Es gibt in der Provinz 552 Dörfer (Köy) mit einer Durchschnittsbevölkerung von 230 Bewohnern je Dorf. Die meisten Bewohner je Dorf gibt es im Kreis Yağlıdere (280), die wenigsten im Kreis Şebinkarahisar (140). Kein Dorf hat über 1.000 Einwohner, Pazarsuyu im Kreis Bulancak ist das größte Dorf. Wie schon 2018, so ist Kayalı aus dem Kreis Şebinkarahisar das kleinste Dorf der Provinz (14 Einw.).

## Bevölkerung
Die Bevölkerung besteht aus Türken und Lasen.

### Ergebnisse der Bevölkerungsfortschreibung
Nachfolgende Tabelle zeigt die jährliche Bevölkerungsentwicklung am Jahresende nach der Fortschreibung durch das 2007 eingeführte adressierbare Einwohnerregister (ADNKS). Zusätzlich sind die Bevölkerungswachstumsrate und das Geschlechterverhältnis (Sex Ratio d. h. Anzahl der Frauen pro 1000 Männer) aufgeführt. Der Zensus von 2011 ermittelte 420.433 Einwohner, das sind über 103.000 Einwohner mehr als zum Zensus 2000.

| Jahr | Bevölkerung am Jahresende | Bevölkerung am Jahresende | Bevölkerung am Jahresende | Wachstums- rate der Be- völkerung (in %) | Geschlechter verhältnis (Frauen auf 1000 Männer) | Rang (unter den 81 Provinzen) |
| Jahr | gesamt                    | männlich                  | weiblich                  | Wachstums- rate der Be- völkerung (in %) | Geschlechter verhältnis (Frauen auf 1000 Männer) | Rang (unter den 81 Provinzen) |
| ---- | ------------------------- | ------------------------- | ------------------------- | ---------------------------------------- | ------------------------------------------------ | ----------------------------- |
| 2020 | 448.721                   | 223.738                   | 224.983                   | 1006                                     | 0,07                                             | 44                            |
| 2019 | 448.400                   | 223.422                   | 224.978                   | 1007                                     | −1,21                                            | 44                            |
| 2018 | 453.912                   | 226.067                   | 227.845                   | 3,78                                     | 1008                                             | 44                            |
| 2017 | 437.393                   | 217.251                   | 220.142                   | −1,59                                    | 1013                                             | 44                            |
| 2016 | 444.467                   | 220.414                   | 224.053                   | 4,17                                     | 1017                                             | 44                            |
| 2015 | 426.686                   | 210.967                   | 215.719                   | −0,77                                    | 1023                                             | 44                            |
| 2014 | 429.984                   | 212.489                   | 217.495                   | 1,17                                     | 1024                                             | 45                            |
| 2013 | 425.007                   | 209.961                   | 215.046                   | 1,30                                     | 1024                                             | 45                            |
| 2012 | 419.555                   | 207.160                   | 212.395                   | 0,01                                     | 1025                                             | 45                            |
| 2011 | 419.498                   | 207.579                   | 211.919                   | 0,06                                     | 1021                                             | 45                            |
| 2010 | 419.256                   | 206.730                   | 212.526                   | −0,62                                    | 1028                                             | 46                            |
| 2009 | 421.860                   | 209.355                   | 212.505                   | 0,02                                     | 1015                                             | 45                            |
| 2008 | 421.766                   | 209.058                   | 212.708                   | 1,02                                     | 1017                                             | 45                            |
| 2007 | 417.505                   | 206.447                   | 211.058                   | −                                        | 1022                                             | 45                            |

### Volkszählungsergebnisse
Nachfolgende Tabellen geben den bei den 14 Volkszählungen dokumentierten Einwohnerstand der Provinz Giresun wieder.
Die Werte der linken Tabelle sind E-Books (der Originaldokumente) entnommen, die Werte der rechten Tabelle entstammen der Datenabfrage des Türkischen Statistikinstituts TÜIK – abrufbar über diese Webseite:
| Jahr | Bevölkerung | Bevölkerung | Rang |
| Jahr | Provinz     | Türkei      | Rang |
| ---- | ----------- | ----------- | ---- |
| 1927 | 165.033     | 13.648.270  | 40   |
| 1935 | 260.154     | 16.158.018  | 29   |
| 1940 | 279.236     | 17.820.950  | 28   |
| 1945 | 283.626     | 18.790.174  | 30   |
| 1950 | 299.555     | 20.947.188  | 32   |
| 1955 | 334.457     | 24.064.763  | 32   |
| 1960 | 381.453     | 27.754.820  | 32   |

| Jahr | Bevölkerung | Bevölkerung | Rang |
| Jahr | Provinz     | Türkei      | Rang |
| ---- | ----------- | ----------- | ---- |
| 1965 | 428.015     | 31.391.421  | 32   |
| 1970 | 451.679     | 35.605.176  | 34   |
| 1975 | 463.587     | 40.347.719  | 36   |
| 1980 | 480.083     | 44.736.957  | 37   |
| 1985 | 502.151     | 50.664.458  | 40   |
| 1990 | 499.087     | 56.473.035  | 40   |
| 2000 | 523.819     | 67.803.927  | 41   |

Anzahl der Provinzen bezogen auf die Censusjahre:
- 1927, 1940 bis 1950: 63 Provinzen
- 1935: 57 Provinzen
- 1955: 67 Provinzen
- 1960 bis 1985: 73 Provinzen
- 1990: 73 Provinzen
- 2000: 81 Provinzen

## Wirtschaft
In Giresun befindet sich mit Fiskobirlik eine der größten Haselnussfabriken der Türkei. Sie verkauft neben frischen Haselnüssen auch Nuss-Nougat-Cremes, Haselnussöle und das Fındık ezmesi genannte Haselnussmus.

## Landschaft und Klima
Die Stadt hat eine sehr reiche Landwirtschaft und baut die meisten Haselnüsse der Türkei an. Anbau von Walnüssen und Kirschen sowie Herstellung von Leder und Bauholz gibt es in Giresun ebenfalls. Das Klima in Giresun ist feucht und mild.

## Interessante Plätze
Die Walderholungsstätten der Insel vor Giresun, Kulakkaya, Dokuzgöze, Salon Çayırı, der Sandstrand der Stadt, die Burg von Giresun (Kale), Arda, Kaledere, Kusluhan, Undoz, Eynesil, Şebinkarahisar, Zentrum (Saint Jean) und Bedrama (Bodrum).
Die Kirchen und Klöster von Meryem Ana in Giresun, Hisarköy (Dereli) und Şebinkarahisar, die gelbe Kirche, die Moscheen von Hacı Hüseyin, Hacı Mikdad, Fahreddin Behramsah, Fatih und Kurşunlu, Tas Mesdschid, das Badehaus und Brunnen von Kurşunlu, die Brunnen von Pertevniyal, die Tashans, Tirebolu Kalesi (Burg).

## Wichtige Ereignisse

### Lokale Feiern
- Atatürks Ankunft in Giresun am 19. September
- Atatürks Ankunft in Sebinkarahisar am 11. Oktober

### Festspiele
Aksu Kultur- und Kunstfestival (beginnt an der Mündung des Flusses Aksu und wird in der Stadt fortgesetzt) 20.–23. Mai

### Feierlichkeiten
- Sisdag; Otcu Feier; Sis Plateau; Letzte Woche im Juli
- Kümbet Plateau Feier; Kümbet Plateau; 2. Woche im Juli
- Seyh Mahmut Cagirtan Feier; Camoluk; 2. Woche im Juli
- Bulancak Kultur- und Kunstfeier; Bulancak Erikli Dorf; 22.–27. Juli
- Camoluk Honigfest; Camoluk; 30. September
- Bektas Plateau Fest; Bektas Plateau; Erste Woche im August

## Persönlichkeiten
- Topal Osman (1883–1923), Akteur des Ersten Weltkrieges und des Türkischen Unabhängigkeitskrieges
- Gökdeniz Karadeniz (* 1980), Fußballspieler
- Avni Kertmen (* 1961), Badmintonspieler
- Tolga Seyhan (* 1977), Fußballspieler
- Ozan Arif (1949–2019), Musiker
- Teoman Yakupoğlu (* 1967), Rockmusiker